# قراتشي قران (مقاطعة ديواندرة)
قراتشي قران (بالفارسية: قراچی قران) هي قرية تقع في قسم قراتورة الريفي (مقاطعة ديواندرة) في إيران. يقدر عدد سكانها بـ 81 نسمة بحسب إحصاء 2016.